# 채꼬리파랑새
채꼬리파랑새(학명: Coracias spatulatus)는 파랑새목 파랑새과 유럽파랑새속에 속하는 소형 조류로 앙골라·콩고민주공화국 동남부·탄자니아 남부·보츠와나·짐바브웨·말라위·모잠비크 등 남아프리카 등지에 분포한다. 꼬리 깃털이 두 갈래로 삐쳐 있어 채꼬리파랑새라는 이름이 붙었다. 몸길이는 28~30cm가량 자라며, 꼬리깃 길이는 약 8cm이다. 둥지는 지상으로부터 약 7m 정도 떨어진 수상(樹上)에 틀며, 알을 3~4개 품는다.